# Anaheim (Metro de Los Ángeles)
Anaheim es una estación en la línea A del Metro de Los Ángeles y es administrada por la Autoridad de Transporte Metropolitano del Condado de Los Ángeles. Se encuentra localizada en Long Beach (California) entre Anaheim Street y Long Beach Boulevard.

## Conexiones de autobuses
- Metro Local: 60 (Late Night and Early Morning only), 232
- Long Beach Transit: 1, 45, 46, 51, 52